# EK rallycross 2011
Het Europees Kampioenschap rallycross 2011 is het officiële Europese kampioenschap rallycross georganiseerd door de FIA, dat werd gehouden in 2011. De Noor Sverre Iscahsen werd voor de derde maal op rij kampioen.

## Races

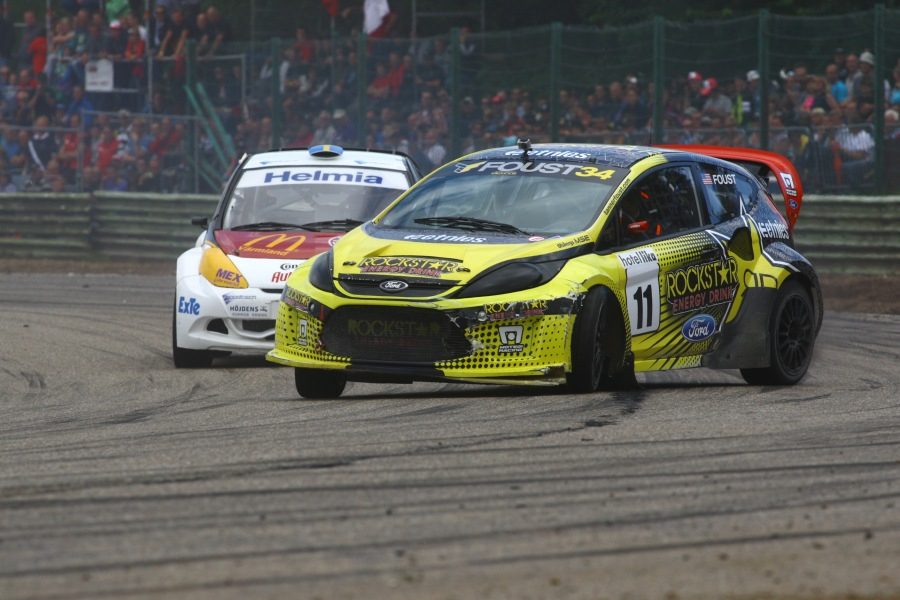
De Amerikaan Tanner Foust in actie tijdens de race op het Belgische Duivelsbergcircuit

De volgende races werden verreden in de SuperCars-klasse, de hoogste klasse.
| Datum           | Locatie                                   | Land                | Winnaar           | Merk    |
| --------------- | ----------------------------------------- | ------------------- | ----------------- | ------- |
| 24-25 april     | Lydden Hill Race Circuit, Wootton         | Verenigd Koninkrijk | Sverre Isachsen   | Ford    |
| 14-15 mei       | Pista Automóvel de Montalegre, Montalegre | Portugal            | Tanner Foust      | Ford    |
| 21-22 mei       | Circuit des Ducs, Essay                   | Frankrijk           | Frode Holte       | Volvo   |
| 24-25 juni      | Lånkebanen, Hell                          | Noorwegen           | Mats Lysen        | Renault |
| 2-3 juli        | Höljesbanan, Hölje                        | Zweden              | Tanner Foust      | Ford    |
| 6-7 augustus    | Duivelsbergcircuit, Maasmechelen          | België              | Timur Timerzyanov | Citroën |
| 13-14 augustus  | Eurocircuit, Valkenswaard                 | Nederland           | Sverre Isachsen   | Ford    |
| 3-4 september   | PS Racing Center, Greinbach               | Oostenrijk          | Sverre Isachsen   | Ford    |
| 10-11 september | Tor Słomczyn, Słomczyn                    | Polen               | Sverre Isachsen   | Ford    |
| 1-2 oktober     | Autodrom Česká Lípa, Sosnová              | Tsjechië            | Sverre Isachsen   | Ford    |

## Kampioenschap
| Positie | Coureur                 | Auto         | Punten |
| ------- | ----------------------- | ------------ | ------ |
| 1       | Sverre Isachsen         | Ford Focus   | 140    |
| 2       | Tanner Foust            | Ford Fiesta  | 116    |
| 3       | Timur Timerzyanov       | Citroën C4   | 114    |
| 4       | Forde Holte             | Volvo C30    | 102    |
| 5       | Mats Lysen              | Renault Clio | 94     |
| 6       | Toomas Heikkinen        | Saab 9-3     | 87     |
| 7       | Liam Doran              | Citroën C4   | 83     |
| 8       | Ludvig Hunsbedt         | Volvo C30    | 71     |
| 9       | Stig-Olov Walfridsson   | Renault Clio | 71     |
| 10      | Davy Jeanney            | Citroën C4   | 68     |
| 11      | Andy Scott              | Ford Focus   | 52     |
| 12      | Andéas Eriksson         | Ford Fiesta  | 44     |
| 13      | Marc Laboulle           | Citroën C4   | 43     |
| 14      | Michaël de Keersmaecker | Ford Focus   | 43     |
| 15      | Kenneth Hansen          | Citroën DS3  | 34     |
| 16      | Morten Bermingrud       | Citroën C4   | 23     |
| 17      | Jean-Luc Pailler        | Peugeot 207  | 19     |
| 18      | René Munnich            | Škoda Fabia  | 17     |
| 19      | Philippe Tollemer       | Citroën C4   | 13     |
| 20      | Kevin Procter           | Ford Focus   | 13     |